# Internationale Filmfestspiele Berlin 1996
Die 46. Internationalen Filmfestspiele Berlin fanden vom 15. Februar bis zum 26. Februar 1996 statt.

## Sektion Wettbewerb
Folgende Filme stellten sich in diesem Jahr im Programm des offiziellen Wettbewerbs dem Urteil der internationalen Jury:
| Filmtitel                                   | Regisseur         | Produktionsland               | Darsteller (Auswahl)                        |
| Dead Man Walking                            | Tim Robbins       | USA                           | Susan Sarandon, Sean Penn                   |
| Das Dorf meiner Träume                      | Yōichi Higashi    | Japan                         |                                             |
| Éxtasis                                     | Mariano Barroso   | Spanien                       | Javier Bardem                               |
| Faithful – Der Hochzeitstag                 | Paul Mazursky     | USA                           | Cher, Chazz Palminteri, Ryan O’Neal         |
| Jeon tae-il                                 | Park Kwang-su     | Südkorea                      |                                             |
| Die Karwoche                                | Andrzej Wajda     | Polen                         | Beata Fudalej, Wojciech Malajkat            |
| Ma jiang                                    | Edward Yang       | Taiwan                        | Chang Chen                                  |
| Mary Reilly                                 | Stephen Frears    | USA                           | Julia Roberts, John Malkovich               |
| Mein Mann – Für deine Liebe mach’ ich alles | Bertrand Blier    | Frankreich                    | Anouk Grinberg, Gérard Lanvin               |
| Les Menteurs                                | Élie Chouraqui    | Frankreich                    | Valeria Bruni Tedeschi, Jean-Hugues Anglade |
| Restoration – Zeit der Sinnlichkeit         | Michael Hoffman   | USA, Großbritannien           | Robert Downey Jr., Sam Neill, David Thewlis |
| Ri guang xia gu                             | Ping He           | VR China                      |                                             |
| Richard III.                                | Richard Loncraine | Großbritannien, USA           | Ian McKellen, Annette Bening, Jim Broadbent |
| Schnappt Shorty                             | Barry Sonnenfeld  | USA                           | John Travolta, Gene Hackman, Rene Russo     |
| Schön ist die Jugendzeit                    | Bo Widerberg      | Dänemark, Schweden            | Marika Lagercrantz                          |
| Sinn und Sinnlichkeit                       | Ang Lee           | USA, Großbritannien           | Emma Thompson, Kate Winslet, Hugh Grant     |
| Ein Sommer in La Goulette                   | Férid Boughedir   | Tunesien, Frankreich, Belgien |                                             |
| Stille Nacht – Ein Fest der Liebe           | Dani Levy         | Deutschland, Schweiz          | Maria Schrader, Jürgen Vogel                |
| Taiyang you er                              | Ho Yim            | Hongkong                      |                                             |
| Twelve Monkeys                              | Terry Gilliam     | USA                           | Bruce Willis                                |
| Vite strozzate                              | Ricky Tognazzi    | Italien, Frankreich, Belgien  |                                             |
| What I Have Written                         | John Hughes       | Australien                    |                                             |

## Internationale Jury
Präsident der internationalen Jury war in diesem Jahr war der russische Regisseur Nikita Michalkow. Unter seiner Führung wählten folgenden Jurymitglieder die Preisträger aus: Gila Almagor, Vincenzo Cerami, Joan Chen, Ann Hui, Peter Lilienthal, Jürgen Prochnow, Claude Rich, Fay Weldon, Catherine Wyler und Christian Zeender.

## Preisträger

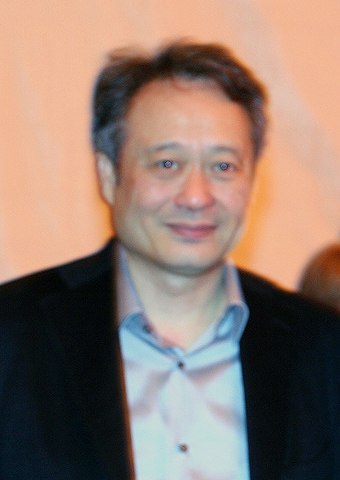
Ang Lee

- Goldener Bär: Den Goldenen Bären gewann in diesem Jahr der Film Sinn und Sinnlichkeit von Ang Lee.
- Silberne Bären wurden in folgenden Kategorien vergeben:
  - Die Jury vergab einen Silbernen Bären für sein Lebenswerk an den polnischen Regisseur Andrzej Wajda.
  - Der Silberne Bär für die beste Regie wurde zweimal vergeben: Richard Loncraine und Ho Yim.
  - Beste Schauspielerin: Anouk Grinberg in Mon Homme
  - Bester Schauspieler: Sean Penn in Dead Man Walking
  - Beste künstlerische Einzelleistung: Yōichi Higashi für die besonders originelle Darstellung einer Kindheit in Das Dorf meiner Träume
  - Spezialpreis der Jury für den Regisseur Bo Widerberg für Schön ist die Jugendzeit

## Goldener Ehrenbär
In diesem Jahr vergab das Festival zwei Goldene Ehrenbären für ihr Lebenswerk an den Regisseur Elia Kazan und den Schauspieler Jack Lemmon. Beide Künstler wurden im Rahmen des Festivals mit einer Retrospektive ihrer besten Filme geehrt.

## Weitere Preisträger
- Kinderfilmpreis: Mein Freund Joe von Chris Bould
- Teddy Award (Dokumentarfilm): The Celluloid Closet von Rob Epstein und Jeffrey Friedman
- Teddy Award (Spielfilm): I'll Be Your Mirror von Edmund Coulthard und The Watermelon Woman von Cheryl Dunye
- FIPRESCI-Preis (Wettbewerb): Taiyang you er von Ho Yim
- FIPRESCI-Preis (Forum): … und der Mond tanzt von Garin Nugroho
- FIPRESCI-Preis (Panorama): … und jeder sucht sein Kätzchen von Cédric Klapisch
- Preis der Ökumenischen Jury (Wettbewerb): Dead Man Walking von Tim Robbins
- Preis der Ökumenischen Jury (Forum): Haben (oder nicht) (En avoir (ou pas)) von Laetitia Masson
- Alfred-Bauer-Preis: Vite strozzate von Ricky Tognazzi
- Der Blaue Engel: Schön ist die Jugendzeit (Lust och fägring stor) von Bo Widerberg
- Caligari Filmpreis: Charms Zwischenfälle von Michael Kreihsl
- Preis der Leserjury der Berliner Morgenpost: Dead Man Walking von Tim Robbins